# Juan Carlos López
López  Marín est un nom espagnol. Le premier nom de famille, en général paternel, est López ; le second, en général maternel, souvent omis, est Marín.
Juan Carlos López Marín, né le 24 avril 1981 à Rionegro, est un coureur cycliste colombien. En 2009, il devient champion panaméricain du contre-la-montre.

## Palmarès et classements mondiaux

### Palmarès
- 2003
  -  Champion de Colombie sur route espoirs
  - Tour de Colombie espoirs :
    - Classement général
    - 3e et 6e (contre-la-montre) étapes
- 2004
  - Classement général du Tour d'Estrémadure
- 2005
  - 5e étape du Tour de Palencia
  - 2e du Tour de Navarre
  - 3e du Tour de Palencia
- 2007
  - Classement général de la Clásica de Fusagasugá
  - 2e étape de la Clásica de Marinilla
  - 2e de la Clásica de Marinilla
- 2008
  - 9e étape du Clásico RCN (contre-la-montre)
  - 3e du Clásico RCN
- 2009
  -  Champion panaméricain du contre-la-montre
  - 2e étape de la Clásica de Fusagasugá
  - 1re (contre-la-montre par équipes) et 9e (contre-la-montre) étapes du Clásico RCN
  - 2e du championnat de Colombie du contre-la-montre
  - 2e de la Clásica de Fusagasugá
- 2010
  - Clásica de Rionegro :
    - Classement général
    - 2e étape (contre-la-montre)

  - 1re étape du Tour de Colombie (contre-la-montre par équipes)
- 2011
  - 3e du championnat de Colombie du contre-la-montre

### Classements mondiaux
| Année            | 2007 | 2008 | 2009 |
| ---------------- | ---- | ---- | ---- |
| UCI America Tour | 343e | nc   | 138e |